# غابور سالافاي
غابور سالافاي مواليد 13 أبريل 1985، هو لاعب كرة يد مجري يلعب كجناح أيمن. مثل منتخب المجر لكرة اليد.

## سجل المنافسة
شارك في البطولات التالية:
- بطولة أوروبا لكرة اليد للرجال 2014